# Nogometno igralište Utvaj
Utvaj je bilo nogometno igralište u Đakovu. 

## Povijest
Prvo je nogometno igralište u Đakovu. Utvaj je predjel u Đakovu na potezu između Malog parka i 1905. godine izgrađene željezničke postaje, približno na mjestu današnje Istarske i ulice Ivana Gorana Kovačića. Utvaj je inače bio ledina namijenjena ispaši stoke i peradi. Za godina dok je bio u toj namjeni nije izgledao kao nogometno igralište, nego samo kad su se igrale utakmice, onda rijetke odnosno nije ih bilo radnim danima. Jedina prepoznatljiva oznaka radnim danima bile su postavljene branke. U igralište ga se "pretvaralo" kada se vapnom obilježilo rubne dijelove igrališta. Na "tribinama" se moglo samo stajati. "Sjedenje" su bile stolice koje bi se donijelo iz obližnje gostionice za materijalno boljestojeće gledatelje.